# 연인의 길
"연인의 길"은 1967년 공개된 대한민국의 영화이다.

## 배역
- 신성일
- 문희
- 문정숙
- 트위스트 김
- 이철
- 남미리